# Ananás (Tocantins)
Ananás é um município brasileiro do interior do estado do Tocantins, região Norte. Localiza-se a uma latitude 6°21′15″ sul e a uma longitude 48°04′47″ oeste, na região geográfica intermediária de Araguaína e na região imediata de Araguaína, ocupando uma área de 1 581,058 km², a uma altitude de 193 metros.
Na divisão regional do estado para fins de planejamento, situa-se na região do Bico do Papagaio, macrorregião Norte, a uma distância de 520 km da capital, Palmas.
Segundo o Censo 2022, a população é constituída de 10 325 pessoas, com estimativa de 10 662 habitantes em 2024, sendo o 2 983º município mais populoso do país e o 25º no ranking estadual. O PIB em 2021 foi de R$ 159 769,353 mil.
O nome do município Ananás deriva da planta ananás, nativa da região. A denominação também remonta à Fazenda Ananás, estabelecida na localidade por José Honorato, conhecido como Zé Pardim, que por volta de 1903 fixou-se na região onde se localiza a sede do município.

## História
O surgimento da povoação que originou o município de Ananás aconteceu pelos anos de 1890, com a instalação de pequenos agricultores, pecuaristas e extratores de madeira e coco babaçu. Na época, a região pertencia ao município chamado de Boa Vista do Padre João, hoje Tocantinópolis.
O nome do município Ananás deriva da planta ananás, devido ao fato dela ser nativa da região. A denominação também remonta à Fazenda Ananás, estabelecida na localidade por José Honorato, conhecido como Zé Pardim, que fez parte da família José Honorato da Cruz, procedente do estado do Maranhão. O pioneiro fixou-se na região por volta de 1903, onde se localiza a sede do município. A informação da fazenda ter sido adquirida por José Honorato é um relato dos moradores mais antigos da localidade.
Anos mais tarde, a fazenda foi vendida para outro pioneiro, o senhor Firmino, e passou a receber outras famílias (Lopes, Borges, Soares, Leão, Batista, Moura e Vieira), que acrescentaram novos habitantes ao povoamento.
Em 1946, o comerciante José Leite também fixou residência no vilarejo, onde abriu um negócio para comercialização de peles de animais silvestres, coco babaçu, tecidos, ferragens, calçados e munições. Em 1952, o pastor evangélico Tibúrcio Vieira realizou a demarcação de lotes para construção de residências de adeptos da sua igreja, denominada Assembleia de Deus, dando início à chamada “rua dos crentes”.
Entre 1953 e 1958, o povoamento intensificou-se ainda mais com a chegada de agricultores maranhenses e pessoas fugidas da Segunda Revolta de Boa Vista, travada entre oligarcas e religiosos. No final desse período, em 1958, ocorreu a divisão de Tocantinópolis, e o povoado de Ananás passou a integrar o município recém-criado de Nazaré.
Em 1960, Ananás foi elevado à categoria de distrito, subordinado ao município de Araguatins, e, em 10 de outubro de 1963, foi finalmente emancipado. Sua instalação aconteceu em 1º de janeiro de 1964 com a posse do primeiro prefeito, Luiz Germano.

## Cultura e esportes
Os principais espaços esportivos de Ananás são o Ginásio Municipal Francisco Xavier de Sousa e o Estádio Municipal Manoel Ramos. O município também conta com o time de futsal profissional Invictus Ananás, campeão da Liga Estadual de Futsal 2018, realizado em Pedro Afonso, e outras competições regionais.
O padroeiro do município é São Pedro e o dia 29 de junho é feriado municipal em homenagem ao santo católico.

## Meio ambiente e recursos naturais

### Controvérsias sobre a construção da Hidrelétrica Santa Isabel
O projeto da Usina Hidrelétrica (UHE) Santa Isabel, idealizada desde o início dos anos 2000 para ser construída no rio Araguaia, entre os municípios de Ananás e Palestina do Pará, enfrentou diversos impasses desde sua concepção. Concedida ao consórcio Geração Santa Isabel (formado por Vale, Alcoa, BHP Billiton, Camargo Corrêa e Votorantim) em novembro de 2001, a outorga previa exploração por 35 anos.
Contudo, o processo de licenciamento ambiental encontrou sérios obstáculos: os estudos de impacto (EIA/RIMA) apresentavam falhas, o que atrasou toda a tramitação do projeto junto aos órgãos competentes. Em 2013, dez anos após a licitação, diante da morosidade e das incertezas quanto ao início da operação, o consórcio devolveu a concessão à União, protocolando o pedido na Aneel.
Além do atraso administrativo, o projeto motivou forte oposição socioambiental. Estudos indicavam que a construção da barragem poderia alagar áreas de relevância histórica (como o cenário da Guerrilha do Araguaia), impactar unidades de conservação, incluindo o Parque Estadual Serra dos Martírios–Andorinhas e a APA São Geraldo do Araguaia, além da APA Lago de Santa Isabel; e inundar ao menos 131 cavidades naturais na região.

## Política e administração

### Poder Executivo
O prefeito de Ananás é Robson Pereira da Silva, também conhecido como Robson do Zé Geraldo, do União Brasil, que assumiu o cargo em 2025 para seu primeiro mandato. O vice-prefeito é Rafael Borges Leite, também conhecido como Dr. Rafael, do Partido da Social Democracia Brasileira (PSDB).

### Poder Legislativo
A Câmara Municipal de Ananás é composta por nove vereadores.